# Remember You
Remember You è un singolo del rapper statunitense Wiz Khalifa, pubblicato nel 2012 ed estratto dall'album O.N.I.F.C.. Il brano si avvale della collaborazione del cantante canadese The Weeknd.
La canzone utilizza un sample tratto da Tell Me Do U Wanna di Ginuwine (1997).

## Tracce
- Download digitale

1. Remember You – 4:50